# Saint-Aignan-sur-Roë
Saint-Aignan-sur-Roë ist eine französische Gemeinde mit 934 Einwohnern (Stand: 1. Januar 2022) im Département Mayenne in der Region Pays de la Loire. Die Gemeinde gehört zum Kanton Cossé-le-Vivien im Arrondissement Château-Gontier. Einwohner der Gemeinde werden Saint-Aignannais genannt.

## Geografie
Saint-Aignan-sur-Roë liegt etwa 35 Kilometer südwestlich von Laval. Umgeben wird Saint-Aignan-sur-Roë von den Nachbargemeinden Brains-sur-les-Marches und Saint-Michel-de-la-Roë im Norden, La Selle-Craonnaise im Osten, Saint-Saturnin-du-Limet im Südosten, Congrier im Süden, La Rouaudière im Süden und Südwesten sowie Rannée im Westen und Nordwesten.

## Bevölkerungsentwicklung
| Einwohner                  | 819 | 756 | 800 | 939 | 975 | 926 | 869 | 901 |
| Quellen: Cassini und INSEE |     |     |     |     |     |     |     |     |

## Sehenswürdigkeiten

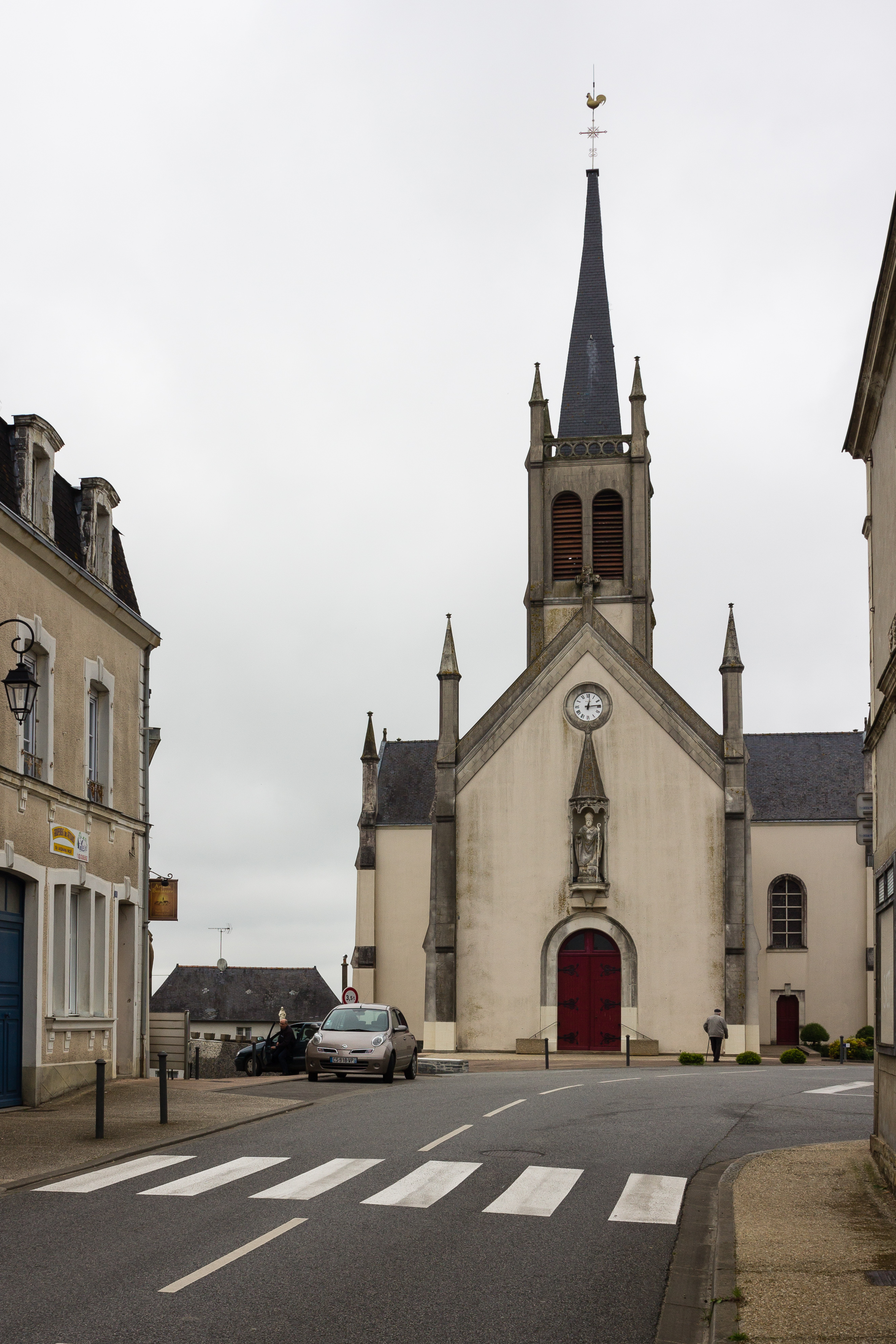
Kirche Saint-Aignan

- Kirche Saint-Aignan